# Gare de La Roche-sur-Foron
Pour les articles homonymes, voir Gare de La Roche (homonymie).
La gare de La Roche-sur-Foron est une gare ferroviaire française des lignes d'Aix-les-Bains-Le Revard à Annemasse et de La Roche-sur-Foron à Saint-Gervais-les-Bains-Le Fayet. Mise en service en 1883, elle est située sur le territoire de la commune de La Roche-sur-Foron, dans le département de la Haute-Savoie, en région Auvergne-Rhône-Alpes. Elle est desservie par les lignes L2 et L3 du RER franco-valdo-genevois, le « Léman Express », et des trains TER Auvergne-Rhône-Alpes.

## Situation ferroviaire
Établie à 580 mètres d'altitude, la gare de bifurcation de La Roche-sur-Foron est située au point kilométrique (PK) 77,740 de la ligne d'Aix-les-Bains-Le Revard à Annemasse, entre les gares ouvertes de Groisy - Thorens - la-Caille et de Reignier. Elle est également l'origine de la ligne de La Roche-sur-Foron à Saint-Gervais-les-Bains-Le Fayet, avant la gare de Saint-Pierre-en-Faucigny.

## Histoire

### Histoire de la gare
La gare de La Roche-sur-Foron est mise en service le 10 juillet 1883 par la Compagnie des chemins de fer de Paris à Lyon et à la Méditerranée (PLM), lorsqu'elle ouvre à l'exploitation la section d'Annemasse à La Roche-sur-Foron. La section suivante d'Annecy à La Roche-sur-Foron est mise en service le 5 juin 1884.

### Historique de desserte
- 29 septembre 1996 : création d'un train quotidien Évian-les-Bains – Valence-Ville via Annemasse, La Roche-sur-Foron, Annecy, Chambéry - Challes-les-Eaux et Grenoble (et retour).
- 20 novembre 2006 : mise en service des rames automotrices à deux niveaux de la série Z 23500 de la SNCF entre Genève-Eaux-Vives et Saint-Gervais-les-Bains-Le Fayet.
- 8 décembre 2007 : dernier jour de circulation du train direct quotidien Évian-les-Bains – Valence-Ville via Annemasse, Annecy, Chambéry - Challes-les-Eaux et Grenoble (et retour).
- 9 décembre 2007 : mise en service de la première phase de l'horaire cadencé sur l'ensemble du réseau TER Rhône-Alpes et donc pour l'ensemble des circulations ferroviaires régionales.
- 12 décembre 2010 : création d'un train Évian-les-Bains – Grenoble les dimanches soir avec retour les vendredis soir pour les étudiants de l'Académie de Grenoble avec desserte de la gare de Grenoble-Universités-Gières.
- 27 novembre 2011 : dernier jour de la circulation Genève-Eaux-Vives et Saint-Gervais-les-Bains-Le Fayet pour cause de fermeture provisoire de la gare des Eaux-Vives en vue du projet de la ligne CEVA.
- 14 décembre 2019 : la relation quotidienne Saint-Gervais-les-Bains-Le Fayet ↔ Lyon-Part-Dieu (via Sallanches - Combloux - Megève – Cluses – La Roche-sur-Foron – Annemasse – Bellegarde – Culoz – Ambérieu-en-Bugey) devient saisonnière (uniquement les samedis d'hiver)[5].
- 15 décembre 2019 : mise en service des rames automotrices Léman Express Coppet ↔ Annecy ou Saint-Gervais-les-Bains-Le Fayet (via Genève-Cornavin, Annemasse et La Roche-sur-Foron).

## Service des voyageurs

### Accueil
La gare dispose d'un hall, avec des automates permettant la distribution des billets et quelques places assises. On trouve, juste à côté de ce hall, une salle avec des caisses et des informations TER. À l'extérieur, des sièges sont installés sur le quai central ainsi que sur celui jouxtant le bâtiment voyageurs.

### Desserte
Depuis le 15 décembre 2019, la gare de La Roche-sur-Foron est desservie :
- par la ligne L2 du Léman Express sur la relation Coppet ↔ Annecy, Genève-Cornavin, Annemasse et La Roche-sur-Foron[6] ;
- par la ligne L3 du Léman Express sur la relation Coppet ↔ Saint-Gervais-les-Bains-Le Fayet via Genève-Cornavin, Annemasse, La Roche-sur-Foron, Cluses et Sallanches - Combloux - Megève[6].

- par des trains TER Auvergne-Rhône-Alpes sur les relations :
  - par des trains TER Auvergne-Rhône-Alpes sur la relation Bellegarde ↔ Saint-Gervais-les-Bains-Le Fayet via Annemasse, La Roche-sur-Foron, Cluses et Sallanches - Combloux - Megève (en provenance de Lyon-Part-Dieu certains samedis d'hiver) ;
  - Annecy ↔ Saint-Gervais-les-Bains-Le Fayet via La Roche-sur-Foron, Cluses et Sallanches - Combloux - Megève.

Desserte ferroviaire de la gare
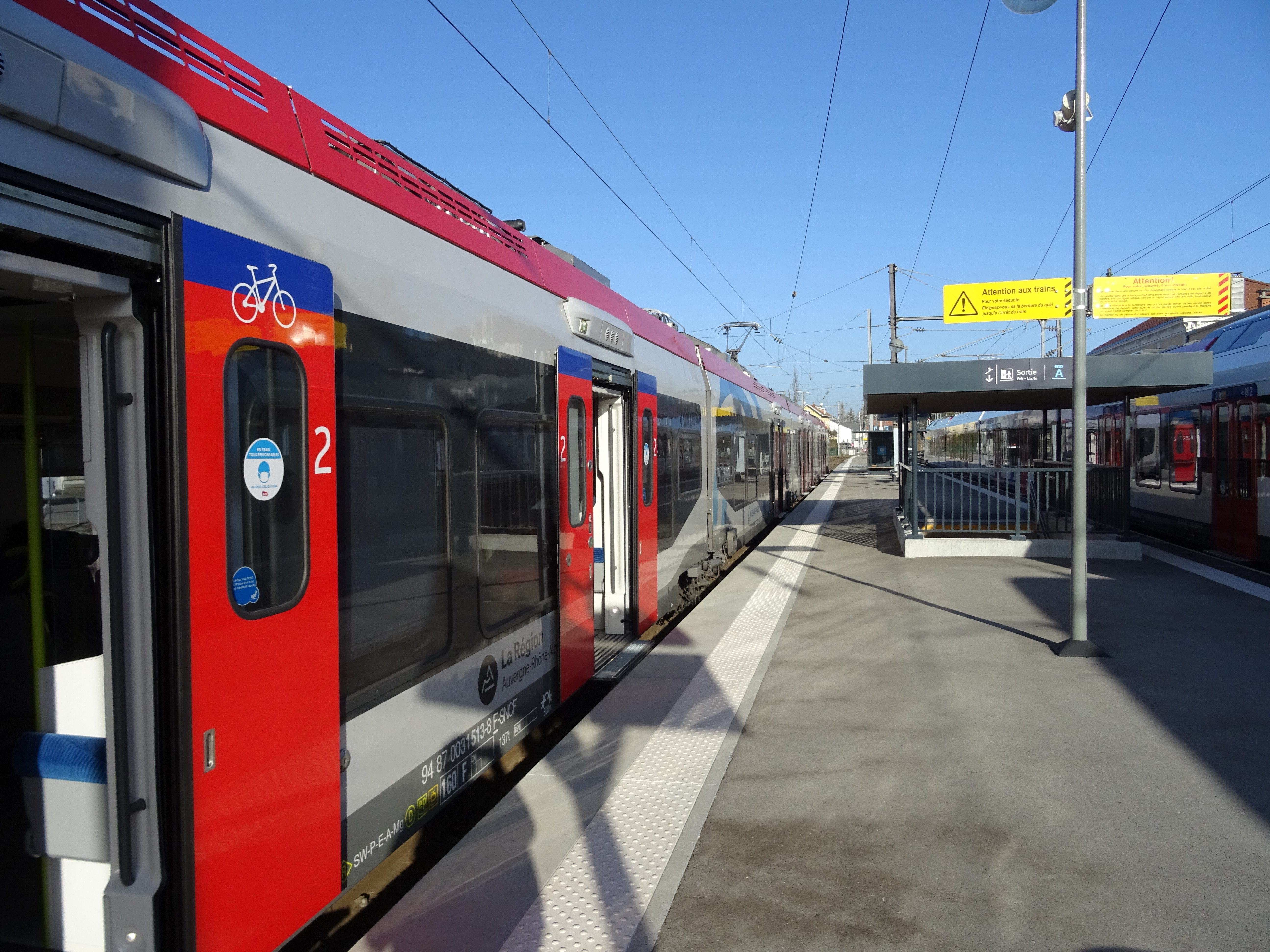
Régiolis Z 31500 assurant un service de la ligne L3 du Léman Express en direction de Saint-Gervais-les-Bains-Le Fayet.
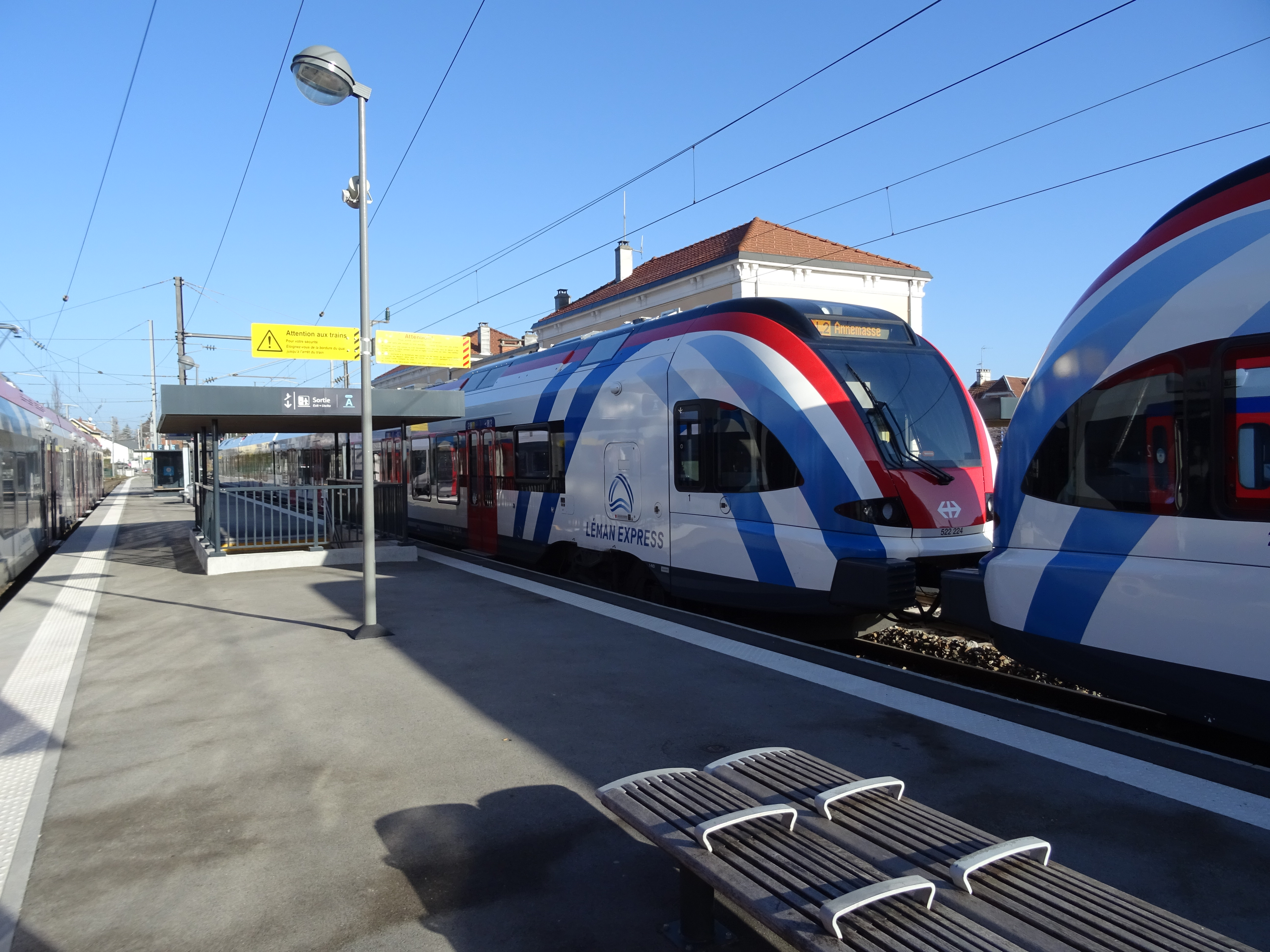
Stadler FLIRT RABe 522 en unité multiple assurant un service de la ligne L2 du Léman Express en provenance d'Annecy et à destination d'Annemasse.

### Intermodalité
Un parking pour les véhicules y est aménagé. Une gare routière est utilisée par les cars TER et Proxim'iTi. Un parking relais vélos existe aussi à côté de la conciergerie du Pays Rochois. Les lignes B, D, E et L du réseau intercommunal Proxim'iTi desservent la gare routière.

## Patrimoine ferroviaire
Le bâtiment voyageurs, qui est celui d'origine, a été construit par le PLM. Celui-ci, doté de plusieurs ailes est long de près de 40 mètres. À cinquante mètres en amont de la ligne, on trouve aussi une halle marchandises type PLM et qui devait être reconvertie pour servir à abriter la CC 20001. Enfin, il existe d'anciens bâtiments techniques et les bâtiments d'un ancien dépôt traction vapeur de l'autre côté des voies.